# Sopo Chalvasji
Sopo Chalvasji (georgiska: სოფო ხალვაში), född 31 maj 1986 i Batumi i Georgiska SSR, Sovjetunionen, är en georgisk artist och sångerska. Hon var en av de första artister som offentliggjordes som tävlande i Eurovision Song Contest 2007. Hon var Georgiens första representant i tävlingen då hon framförde bidraget "Visionary Dream" som tog sig till final och slutade på 12:e plats. Bidraget kallades inledningsvis "My Story". 
Chalvasji föddes 1986 i den georgiska hamnstaden Batumi i Adzjarien. 2006 valdes hon till Georgiens representant i musiktävlingen New Wave i lettiska Jūrmala. I tävlingen framförde hon låtar som "Parole", "Cose della vita" och "Tbiliso". Hon slutade i den populära tävlingen på tredje plats, Georgiens dittills bästa resultat. Efter framgångarna i tävlingen tecknade hon kontrakt med den ryska manageragenturen ARS ledd av den ryska kompositören Igor Krutoj. Efter hemkomsten till Georgien erbjöd TV-bolaget Imedi TV omedelbart Chalvasji att leda talangprogrammet On Imedi's Waves.
12 december 2006 meddelade Georgiens offentliga television (GPB) att Chalvasji skulle komma att representera Georgien i Eurovision Song Contest följande år. Hon skulle därmed komma att bli landets första deltagare i tävlingen. Beslutet att välja Chalvasji baserades på en omröstning där hon kammade hem cirka 60% av rösterna. Den 3 mars 2007 hölls en nationell final där Chalvasji presenterade de 5 bidrag som hon skulle kunna komma att framföra i Eurovision. Bidragen som presenterades var samtliga på engelska och med titlarna "Tell Me Why", "Freedom", "My Story", "On Adjarian Motives" och "Fantasy Land". Slutligen vann låten "My Story" som senare fick titeln "Visionary Dream" med 51% av rösterna. På andra plats kom låten "Tell Me Why" med 36% av folkets röster.
Inför tävlingen visade Georgiens president Micheil Saakasjvili sitt stöd till sångerskan. Vid Eurovision framförde Chalvasji sitt bidrag i semifinalen med startnummer 6. Efter röstningen hade Georgien fått 123 poäng vilket räckte till att sluta på 8:e plats av 28 semifinalister och Georgien gick därmed direkt till finalen. I finalen fick Chalvasji 97 poäng vilket räckte till en 12:e plats av 24 finalister. Hon fick bland annat 12 poäng av Litauen. 